# Duivelsnachtzwaluw
De duivelsnachtzwaluw (Eurostopodus diabolicus) is een vogel uit de familie Caprimulgidae (nachtzwaluwen).

## Verspreiding en leefgebied
Deze soort is endemisch op Celebes, een van de grotere eilanden van Indonesië.